# ژاپن (گروه موسیقی)
جپَن یا ژاپن (انگلیسی: Japan) گروه موسیقی راک انگلستانی بود که سال ۱۹۷۴ در کاتفورد شکل گرفت. اعضای تشکیل‌دهندهٔ گروه عبارت بودند از دیوید سیلوین (خوانندگی، گیتار، کیبورد)، استیو جانسن (درامز)، ریچارد باربیری (کیبورد) و میک کارن (گیتاربیس).
گروه ژاپن تحت‌تأثیر گلم راک آغاز به فعالیت کرد و در نهایت با بهره‌گیری از سبک متمایزش در موسیقی الکترونیک و تیپ ظاهری آندروجینی، از گروه‌های مؤثر در ظهور جریان نورمانتیک بود.